# Championnat d'Irlande du Nord de football 2017-2018
Navigation
Édition précédente Édition suivante
Le Championnat d'Irlande du Nord de football 2017-2018 est la 116e édition du Championnat d'Irlande du Nord de football. La saison débute le 11 août 2017 et prend fin en mai 2018.
Le Linfield Football and Athletic Club est le champion en titre, après avoir remporté son 52e titre de champion la saison précédente. 
Warrenpoint Town Football Club réintègre la première division une année après en avoir été chassé grâce à sa victoire dans le NIFL Championship 2016-2017.
Le Crusaders Football Club remporte le championnat pour la septième fois après une longue lutte contre le Coleraine Football Club. Les Crusaders, à égalité de points avec Coleraine, mais avec une large avance à la différence de but, au commencement de la dernière journée, s'imposent avec deux points d'avance sur leur dauphin. le Glenavon Football Club complète le podium.
Malgré une fin de championnat sur les chapeaux de roue, le Ballinamallard United Football Club est relégué en deuxième division. Il ne réussit pas à combler tout le retard accumulé et termine à la dernière place, battu seulement à la différence de buts par le Carrick Rangers Football Club qui pour la deuxième année consécutive dispute les barrages de promotion/relégation. Carrick Rangers est battu à deux reprises en barrage par Newry City Athletic Football Club et accompagne ainsi Ballinamallard en deuxième division. 

## Les 12 clubs participants
| \| Belfast · Cliftonville · Linfield · Crusaders · Glentoran Ballymena United Coleraine FC Dungannon Swifts Glenavon FC Ballinamallard United Carrick Rangers Ards FC Warrenpoint Town \| Localisation des clubs engagés dans le championnat. |
| Belfast · Cliftonville · Linfield · Crusaders · Glentoran Ballymena United Coleraine FC Dungannon Swifts Glenavon FC Ballinamallard United Carrick Rangers Ards FC Warrenpoint Town                                                           |

| Club                                | Stade           | Capacité | Ville          |
| ----------------------------------- | --------------- | -------- | -------------- |
| Ards Football Club                  | Dixon Park      | 5 333    | Newtownards    |
| Ballinamallard United Football Club | Ferney Park     | 2 000    | Ballinamallard |
| Ballymena United Football Club      | The Showgrounds | 7 500    | Ballymena      |
| Carrick Rangers Football Club       | Taylor's Avenue | 6 000    | Carrickfergus  |
| Cliftonville Football Club          | Solitude        | 7 200    | Belfast        |
| Coleraine Football Club             | The Showgrounds | 6 600    | Coleraine      |
| Crusaders Football Club             | Seaview         | 9 100    | Belfast        |
| Dungannon Swifts Football Club      | Stangmore Park  | 3 000    | Dungannon      |
| Glenavon Football Club              | Mourneview Park | 7 300    | Lurgan         |
| Glentoran Football Club             | The Oval        | 14 100   | Belfast        |
| Linfield Football Club              | Windsor Park    | 20 500   | Belfast        |
| Warrenpoint Town FC                 | Milltown        | 2 000    | Warrenpoint    |

## Compétition

### Classement
Le classement est établi sur le barème de points classique (victoire à 3 points, match nul à 1, défaite à 0).
| Rang | Équipe                | Pts | J  | G  | N  | P  | Bp  | Bc | Diff |
| ---- | --------------------- | --- | -- | -- | -- | -- | --- | -- | ---- |
| 1    | Crusaders FC          | 91  | 38 | 28 | 7  | 3  | 106 | 38 | +68  |
| 2    | Coleraine FC C        | 89  | 38 | 26 | 11 | 1  | 76  | 31 | +45  |
| 3    | Glenavon FC           | 69  | 38 | 19 | 12 | 7  | 85  | 52 | +33  |
| 4    | Linfield FC T         | 67  | 38 | 20 | 7  | 11 | 72  | 45 | +27  |
| 5    | Cliftonville FC       | 65  | 38 | 20 | 5  | 13 | 68  | 45 | +23  |
| 6    | Ballymena United      | 48  | 38 | 14 | 6  | 18 | 53  | 65 | -12  |
|      |                       |     |    |    |    |    |     |    |      |
| 7    | Glentoran FC          | 51  | 38 | 14 | 9  | 15 | 52  | 52 | 0    |
| 8    | Dungannon Swifts CL   | 45  | 38 | 13 | 6  | 19 | 42  | 62 | -20  |
| 9    | Ards FC               | 40  | 38 | 12 | 4  | 22 | 42  | 74 | -32  |
| 10   | Warrenpoint Town P    | 30  | 38 | 8  | 6  | 24 | 52  | 85 | -33  |
| 11   | Carrick Rangers       | 23  | 38 | 6  | 5  | 27 | 31  | 78 | -47  |
| 12   | Ballinamallard United | 23  | 38 | 5  | 8  | 25 | 38  | 89 | -51  |

| Légende : Qualifications et relégations | Légende : Qualifications et relégations                                                                                            |
| --------------------------------------- | --- |
|                                         | Ligue des Champions 2018-2019, premier tour de qualification                                                                       |
|                                         | Ligue Europa 2018-2019, premier tour de qualification                                                                              |
|                                         | Barrage pour le premier tour de qualification de la Ligue Europa 2018-2019                                                         |
|                                         | Barrage pour la relégation en deuxième division                                                                                    |
|                                         | Relégation en deuxième division |
|                                         | T : Tenant du titre P : Promu C : Vainqueur de la Coupe d'Irlande du Nord 2017-18 CL : Vainqueur de la Coupe de la Ligue 2017-2018 |

### Résultats
| Résultats (▼dom., ►ext.)                                   | ARD | BMD | BLY | CAR | CLF | COL | CRU | DUN | GNV | GLN | LIN | WPT |
| Ards FC                                                    |     | 2-1 | 1-0 | 2-1 | 0-1 | 0-3 | 2-4 | 0-1 | 0-2 | 0-2 | 0-2 | 2-1 |
| Ballinamallard United                                      | 0-2 |     | 1-3 | 2-0 | 1-1 | 0-2 | 1-5 | 0-1 | 0-2 | 1-2 | 0-6 | 1-1 |
| Ballymena United                                           | 6-3 | 2-1 |     | 3-1 | 1-0 | 0-2 | 1-4 | 2-1 | 1-6 | 1-3 | 2-1 | 3-3 |
| Carrick Rangers                                            | 0-1 | 2-0 | 1-1 |     | 1-2 | 1-3 | 0-3 | 2-1 | 0-2 | 1-1 | 0-1 | 0-2 |
| Cliftonville FC                                            | 6-3 | 5-0 | 1-0 | 3-0 |     | 1-2 | 1-2 | 2-1 | 1-1 | 1-0 | 3-2 | 2-0 |
| Coleraine FC                                               | 4-1 | 2-1 | 1-1 | 3-0 | 2-0 |     | 1-1 | 1-0 | 4-2 | 3-0 | 2-1 | 2-1 |
| Crusaders FC                                               | 0-0 | 2-0 | 2-1 | 7-1 | 2-0 | 1-2 |     | 1-1 | 2-3 | 1-0 | 2-1 | 5-0 |
| Dungannon Swifts                                           | 0-0 | 2-0 | 2-1 | 4-0 | 0-4 | 1-3 | 0-4 |     | 0-3 | 0-2 | 0-4 | 2-1 |
| Glenavon FC                                                | 3-0 | 6-2 | 4-0 | 2-0 | 3-1 | 2-2 | 3-4 | 1-1 |     | 2-2 | 0-1 | 1-0 |
| Glentoran FC                                               | 0-2 | 2-1 | 1-1 | 1-1 | 0-2 | 0-0 | 0-3 | 2-0 | 1-3 |     | 2-1 | 2-0 |
| Linfield FC                                                | 2-0 | 4-0 | 1-0 | 2-0 | 2-0 | 2-1 | 2-5 | 1-0 | 2-3 | 1-0 |     | 3-3 |
| Warrenpoint Town                                           | 1-0 | 2-1 | 1-3 | 2-2 | 1-3 | 0-2 | 2-3 | 1-2 | 2-3 | 2-3 | 1-4 |     |
| - Victoire à domicile - Match nul - Victoire à l'extérieur |     |     |     |     |     |     |     |     |     |     |     |     |

| Résultats (▼dom., ►ext.)                                   | ARD | BMD | BLY | CAR | CLF | COL | CRU | DUN | GNV | GLN | LIN | WPT |
| Ards FC                                                    |     |     | 1-0 | 0-4 |     | 1-3 |     |     | 1-6 |     | 0-3 |     |
| Ballinamallard United                                      | 0-4 |     |     |     | 6-4 | 2-5 | 0-3 |     |     | 2-2 | 2-2 |     |
| Ballymena United                                           |     | 2-0 |     | 3-0 |     | 0-2 |     |     | 3-1 |     | 2-2 | 1-3 |
| Carrick Rangers                                            |     | 2-2 |     |     | 0-1 |     |     | 1-0 | 1-2 | 1-2 |     | 1-2 |
| Cliftonville FC                                            | 3-0 |     | 1-2 |     |     | 0-0 | 3-1 | 3-0 |     |     | 1-2 |     |
| Coleraine FC                                               |     |     |     | 3-2 |     |     | 3-3 |     | 1-1 |     | 2-2 | 1-0 |
| Crusaders FC                                               | 1-0 |     | 3-1 | 6-0 |     |     |     | 3-0 |     | 4-2 |     |     |
| Dungannon Swifts                                           | 1-0 | 2-0 | 2-3 |     |     | 0-1 |     |     | 3-2 | 0-0 |     |     |
| Glenavon FC                                                |     | 0-0 |     |     | 1-1 |     | 1-6 |     |     | 2-2 |     | 3-3 |
| Glentoran FC                                               | 1-2 |     | 1-2 |     | 1-0 | 0-2 |     |     |     |     |     | 5-0 |
| Linfield FC                                                |     |     |     | .   |     |     | 1-2 | 0-0 | 0-2 | 1-1 |     |     |
| Warrenpoint Town                                           | 3-3 | 1-0 |     |     | 1-3 |     | 1-4 | 3-0 |     |     | 1-3 |     |
| - Victoire à domicile - Match nul - Victoire à l'extérieur |     |     |     |     |     |     |     |     |     |     |     |     |

| Résultats (▼dom., ►ext.)                                   | BLY | CLF | COL | CRU | GNV | LIN |
| Ballymena United                                           |     | 0-3 |     | 1-2 |     |     |
| Cliftonville FC                                            |     |     |     |     | 1-3 |     |
| Coleraine FC                                               | 1-0 | 2-1 |     |     |     |     |
| Crusaders FC                                               |     | 1-1 | 1-1 |     | 1-1 | 2-0 |
| Glenavon FC                                                | 0-0 |     | 0-0 |     |     | 2-3 |
| Linfield FC                                                | 2-0 | 1-1 | 2-2 |     |     |     |
| - Victoire à domicile - Match nul - Victoire à l'extérieur |     |     |     |     |     |     |

| Résultats (▼dom., ►ext.)                                   | ARD | BMD | CAR | DUN | GLN | WPT |
| Ards FC                                                    |     | 1-1 |     | 3-4 | 1-4 | 4-2 |
| Ballinamallard United                                      |     |     | 2-1 | 2-2 |     | 2-0 |
| Carrick Rangers                                            | 0-1 |     |     |     |     |     |
| Dungannon Swifts                                           |     |     | 2-0 |     |     | 4-2 |
| Glentoran FC                                               |     | 1-3 | 1-2 | 4-2 |     |     |
| Warrenpoint Town                                           |     |     | 2-3 |     | 1-0 |     |
| - Victoire à domicile - Match nul - Victoire à l'extérieur |     |     |     |     |     |     |

### Play-offs

#### Barrages pour la Ligue Europa
| Demi-finale 1 | Linfield FC                                                     | 3-4   | Glentoran FC                                                                           | Windsor Park           |                        |
| 9 mai 2018    | Kurtis Byrne 26e · Andrew Waterworth 51e · Stephen Fallon 90+3e | (1-0) | Dylan Davidson 63e (pen.) · John McGuigan 66e · William Garrett 79e · Curtis Allen 84e | Arbitrage : Ian McNabb | Arbitrage : Ian McNabb |

Glentoran crée la surprise en éliminant chez lui Linfield. Les Glens l'emportent 4 buts à 3 après avoir été menés de deux buts. C'est la première fois en quinze ans que Linfield échoue à se qualifier pour une coupe d'Europe.
| Demi-finale 2    | Cliftonville FC                            | 4-0   | Ballymena United | Stade de Solitude           |                             |
| 9 mai 2018 19h45 | Jay Donnelly 67e 81e · Joe Gormley 85e 88e | (0-0) |                  | Arbitrage : Raymond Crangle | Arbitrage : Raymond Crangle |

Cliftonville se qualifie pour la finale de barrage en battant Ballymena sur le score de 4 buts à 0 avec trois buts marqués dans les dix dernières minutes.
| Finale            | Cliftonville FC                         | 3-2   | Glentoran FC                                | Stade de Solitude |  |
| 12 mai 2017 15:00 | Rory Donnelly 24e 64e · Joe Gormley 86e | (1-0) | Robbie McDaid 79e · Curtis Allen 83e (pen.) |                   |  |

Cliftonville remporte la confrontation contre Glentoran et se qualifie pour le Ligue Europa 2018-2019. Après avoir mené deux buts à zéro; Glentoran a égalisé à la 83e minute. Il aura fallu un nouveau but de Joe Gormley, meilleur buteur du championnat à la 86e minute du match pour que Cliftonville l'emporte.

#### Barrages de promotion/relégation
| Match aller | Newry City Athletic Football Club                          | 3-2   | Carrick Rangers Football Club             | The Showgrounds          |                          |
| 4 mai 2017  | Mark McCabe 19e · Stephen Hughes 24e · Declan Carville 35e | (3-2) | Darren Henderson 4e · Patrick McNally 10e | Arbitrage : Lee Tavinder | Arbitrage : Lee Tavinder |

| Match retour     | Carrick Rangers Football Club | 1-3   | Newry City Athletic Football Club                      | Taylor's Avenue        |                        |
| 9 mai 2017 19:45 | Patrick McNally 29e           | (1-1) | Stephen Hughes 36e · Mark McCabe 56e · Mark Hughes 74e | Arbitrage : Evan Boyce | Arbitrage : Evan Boyce |

Le Newry City Football Club s'impose par deux fois contre le Carrick Rangers Football Club et monte ainsi en première division.

## Statistiques

### Meilleurs buteurs
| Place              | Joueur          | Club            | Buts |
| ------------------ | --------------- | --------------- | ---- |
| Médaille d'or      | Joe Gormley     | Cliftonville FC | 22   |
| Médaille d'argent  | Gavin Whyte     | Crusaders FC    | 21   |
| Médaille de bronze | Paul Heatley    | Crusaders FC    | 20   |
| 4                  | Curtis Allen    | Glentoran FC    | 19   |
| -                  | Jay Donnelly    | Cliftonville FC | 19   |
| 6                  | Andrew Mitchell | Glenavon FC     | 18   |
| -                  | Jordan Owens    | Crusaders FC    | 18   |
| 8                  | Darren McCauley | Coleraine FC    | 17   |
| 9                  | Jamie McGonigle | Coleraine FC    | 16   |

## Bilan de la saison
| Championnat d'Irlande du Nord de football 2017-2018                       |                                     |
| Champion                                                                  | Crusaders Football Club (7e titre)  |
| Dauphin                                                                   | Coleraine Football Club             |
| Coupes et trophées                                                        |                                     |
| Vainqueur de la Coupe d'Irlande du Nord 2017-2018                         | Coleraine Football Club             |
| Vainqueur de la Coupe de la Ligue d'Irlande du Nord de football 2017-2018 | Dungannon Swifts Football Club      |
| Ligue des champions de l'UEFA 2018-2019                                   | Crusaders Football Club             |
| Ligue Europa 2018-2019                                                    | Coleraine Football Club             |
| Ligue Europa 2018-2019                                                    | Glenavon Football Club              |
| Promotions et relégations                                                 |                                     |
| Promus en NIFL Premiership                                                | Institute Football Club             |
| Promus en NIFL Premiership                                                | Newry City Athletic Football Club   |
| Relégués en NIFL Championship 1                                           | Ballinamallard United Football Club |
| Relégués en NIFL Championship 1                                           | Carrick Rangers Football Club       |